# Krajta kýlnatá
Krajta kýlnatá (Morelia carinata) je druh australského hada.
Vyskytuje se v severních pobřežních oblastech Austrálie a na západě kontinentu, zejména v regionu Kimberley. Žije v tropických lesích.
Ví se o něm zatím poměrně málo informací, neboť byl objeven až v roce 1981 a do roku 2007 bylo známo jen deset exemplářů.
Svými rozměry se řadí k menším až středně velkým druhům stromových krajt. Dosahuje délky od jednoho do dvou metrů. Váží přibližně 0,7 kg.
Po 61 až 62 dnů dlouhé inkubaci klade samice 10 až 14 vajec.
Živí se malými obratlovci, mezi něž patří ptáci, menší savci i žáby.
Jde o málo dotčený druh.

## Chov v zoo
Krajta kýlnatá patří v evropských zoo mezi extrémně vzácné chovance. V květnu 2020 byla chována v pouhých čtyřech zoo. Jednalo se o dvě německé zoo v Severním Porýní-Vestfálsku (Zoo Köln a Zoo Wuppertal), jednu rakouskou (Tiergarten Schönbrunn, Vídeň) a jednu českou zoo – Zoo Praha.

### Chov v Zoo Praha
Zoo Praha tento druh hada chová od roku 2020, kdy byl dovezen samec a samice z Tiergarten Schönbrunn ve Vídni. V této rakouské zoo se oba jedinci vylíhli konfiskovanému páru.
Druh je vystavován v expozičním celku Darwinův kráter v dolní části zoo. Tato expozice umístěná pod Rákosovým pavilonem představuje vzácnou faunu a floru Austrálie.